# Emirzeli
Koordinaten: 36° 32′ 37″ N, 34° 6′ 9″ O

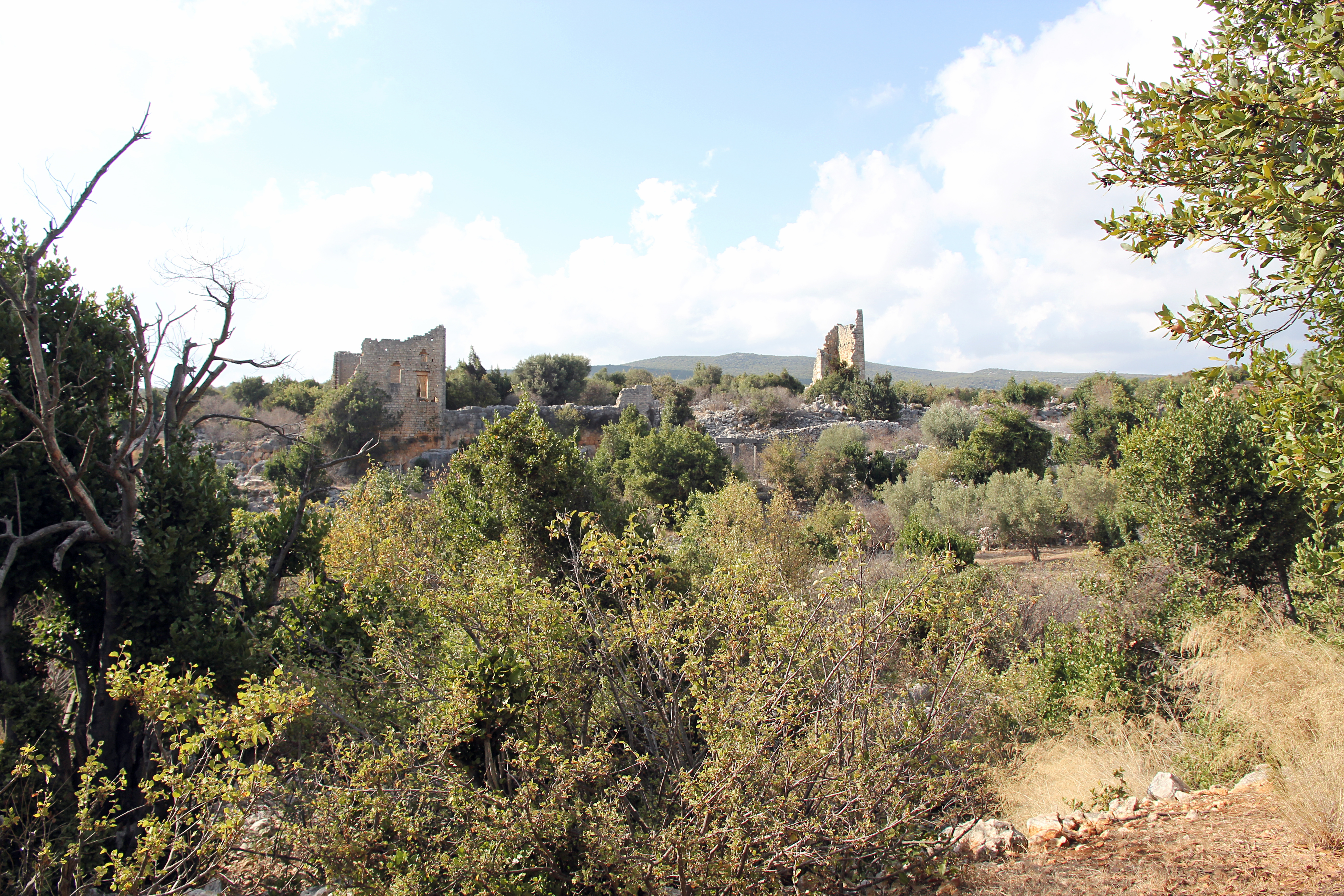
Siedlungshügel von Emirzeli

Emirzeli (auch İmirzeli) ist die türkische Bezeichnung für eine Ruinenstätte im Rauen Kilikien, die von hellenistischer bis in byzantinische Zeit besiedelt war. Sie besteht aus einem Hügel mit Wohnhäusern und einem Befestigungsturm sowie drei auf dem Abhang eines weiteren Hügels in einer Reihe angeordneten Kirchen und Nekropolenresten.

## Lage
Emirzeli befindet sich auf einer Höhe von um 590 Metern etwa zwei Kilometer westlich des Dorfes Karaahmetli im Landkreis Erdemli der türkischen Provinz Mersin. Die Entfernung von Kızkalesi, dem antiken Korykos, beträgt etwa zehn Kilometer, von Ayaş (Elaiussa Sebaste) ebenfalls. Der Ort liegt drei Kilometer nordwestlich von Çatıören an der Straße, die von Elaiussa Sebaste über Kızılbağ, Hisarın und Çatıören nach Esenpınar, Öküzlü, Sömek und Cambazlı sowie im weiteren Verlauf nach Uzuncaburç, dem antiken Olba führt.

## Forschungsgeschichte
In den 1970er Jahren hat Semavi Eyice im Rahmen eines Inventarisierungsprogramms der byzantinischen Hinterlassenschaften im Raum Silifke (Seleukia am Kalykadnos) als erster Emirzeli eine eingehendere Untersuchung gewidmet, wobei der Architekt I. Birol Alpay einen Plan erstellte. 1983 und 1985 haben Friedrich Hild und Hansgerd Hellenkemper den Ort besucht und beschrieben. Serra Durugönül hat 1998 im Rahmen einer Erforschung der Türme und Siedlungen im Rauhen Kilikien den olbischen Wehrturm einer genaueren Untersuchung unterzogen. Ayşe Aydın hat im Rahmen ihrer Dissertation 1999 besonders die Kirche II genauer beschrieben. Grabungen haben noch nicht stattgefunden.

## Beschreibung

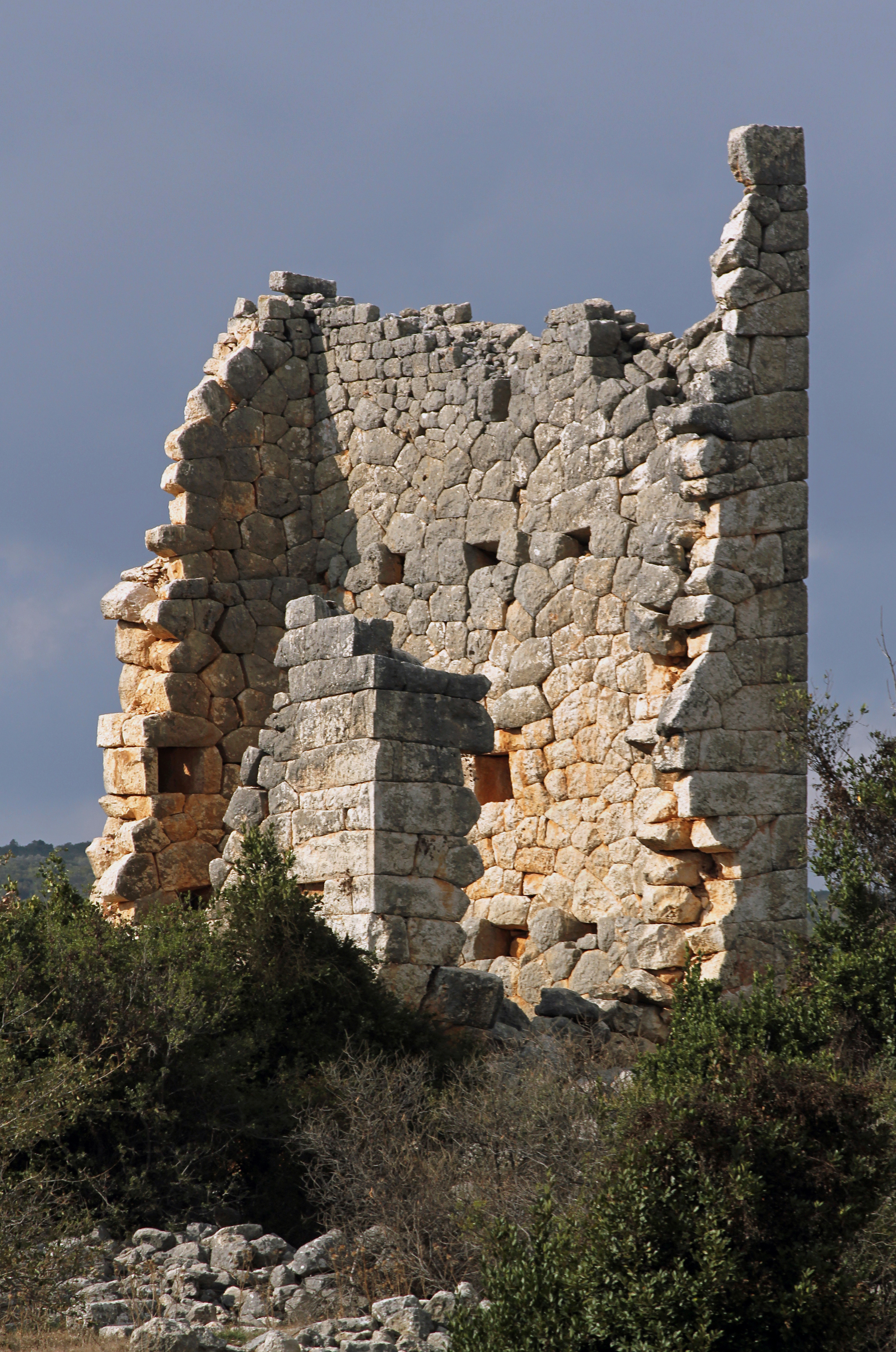
Turm von Süden

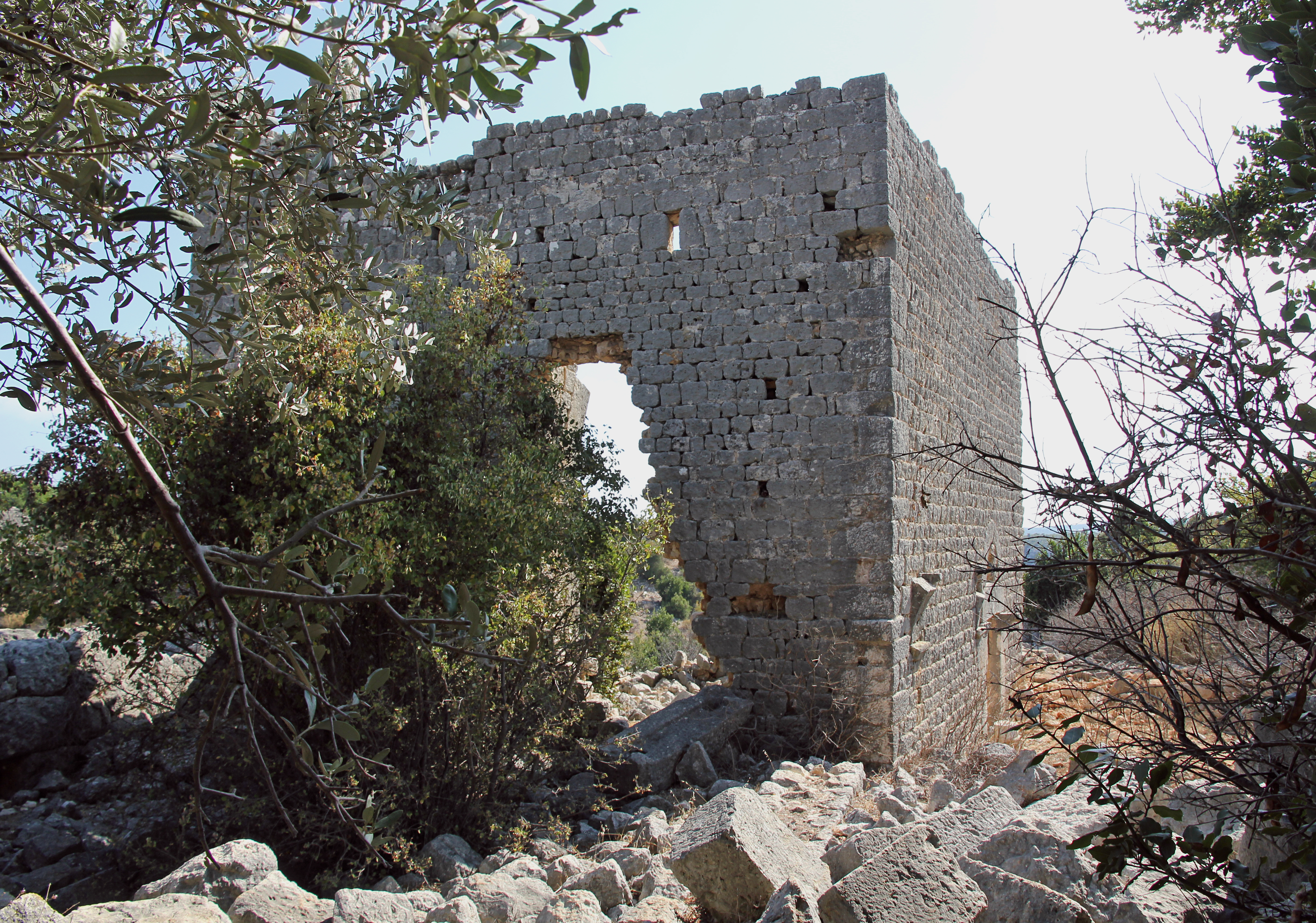
Frühbyzantinisches Haus von Nordosten

Die Hauptsiedlung von Emirzeli lag auf einem Kalksteinrücken mit ungefähren Maßen von 300 mal 100 Metern, der sich von Nordosten nach Südwesten erstreckt. Auf dem südlich davon liegenden Hang befinden sich drei Kirchen sowie eine verstreute Nekropole.

### Siedlungshügel
Das markanteste Bauwerk ist im Osten des Felsrückens ein in Polygonalbauweise errichteter, mehrstöckiger Turm. Er hat ungefähre Außenmaße von 9,0 × 8,6 Metern, die Höhe betrug zwischen 11.0 und 13,6 Metern, der Innenraum maß 3,64 × 3,71 Meter. Eine Tür und ein Fenster im zweiten Stock befanden sich an der Südwestseite, die obersten Schichten sind mit kleineren isodomen Steinen in spätrömisch-byzantinischer Zeit ausgebessert. Im Innenraum sind Balkenlöcher für die Zwischengeschosse zu erkennen, in jedem Stockwerk waren Schlitzfenster. Auf einem der unteren Ecksteine der fast völlig eingestürzten Südostseite ist ein Phallusrelief angebracht. Dieses Symbol gehört zu einer Reihe von in der Region verbreitet anzutreffenden Olbischen Zeichen, die darauf hinweisen, dass der Turm und vielleicht auch die Siedlung zum Einflussbereich der Priesterdynastie von Olba gehörten. Der Turm ist das älteste Bauwerk des Ortes. Aufgrund von Mauertechniken kann er ins Ende des 3. bis Anfang des 2. Jahrhunderts v. Chr. datiert werden. An den Turm schließen sich nach Nordwesten Reste einer Wehrmauer an, ebenfalls aus hellenistischer Zeit, die sich weiter nach Südwesten über den Hügel zieht.
Etwa 60 Meter südlich des Turms stehen die Reste eines mindestens zweigeschossigen herrschaftlichen Wohnhauses aus frühbyzantinischer Zeit. Sein Eingang befindet sich auf der Nordwestseite, auf dem Türsturz ist ein Medaillon mit einem Kreuz eingearbeitet, das von zwei Pfauen flankiert wird. Im Inneren ist das Erdgeschoss durch einen Gurtbogen in zwei Teile aufgeteilt. Unterhalb davon ist am Hang ein Peristyl zu sehen, von dem auf der Schmalseite drei und auf der Langseite vier unkannelierte dorische Säulen und der Architrav erhalten sind. Es hat vermutlich zu einem römischen Haus gehört.
Um die Südwestspitze des Hügels sowie an der Nordwestseite liegen noch die Ruinen von zahlreichen nicht mehr definierbaren Gebäuden, zum Teil in Polygonalmauerwerk gebaut und demnach zeitgleich mit dem Turm. Ebenfalls sind Felsnischen, vielleicht Gräber, vorhanden. Gebäudereste, eine Zisterne und Türstürze im Gebiet östlich des Turmes sind zeitlich nicht zu bestimmen.

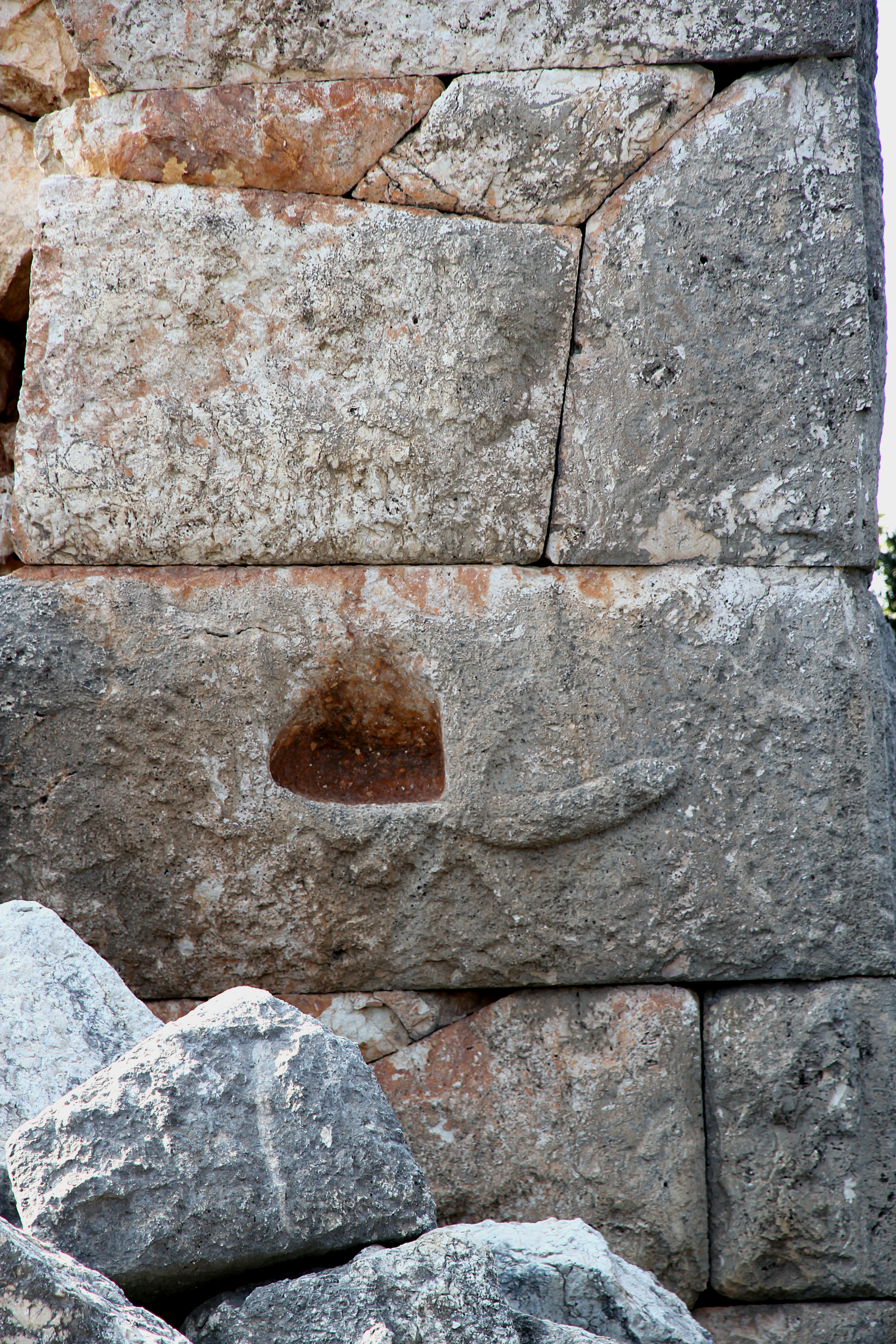
Phallusrelief am Turm
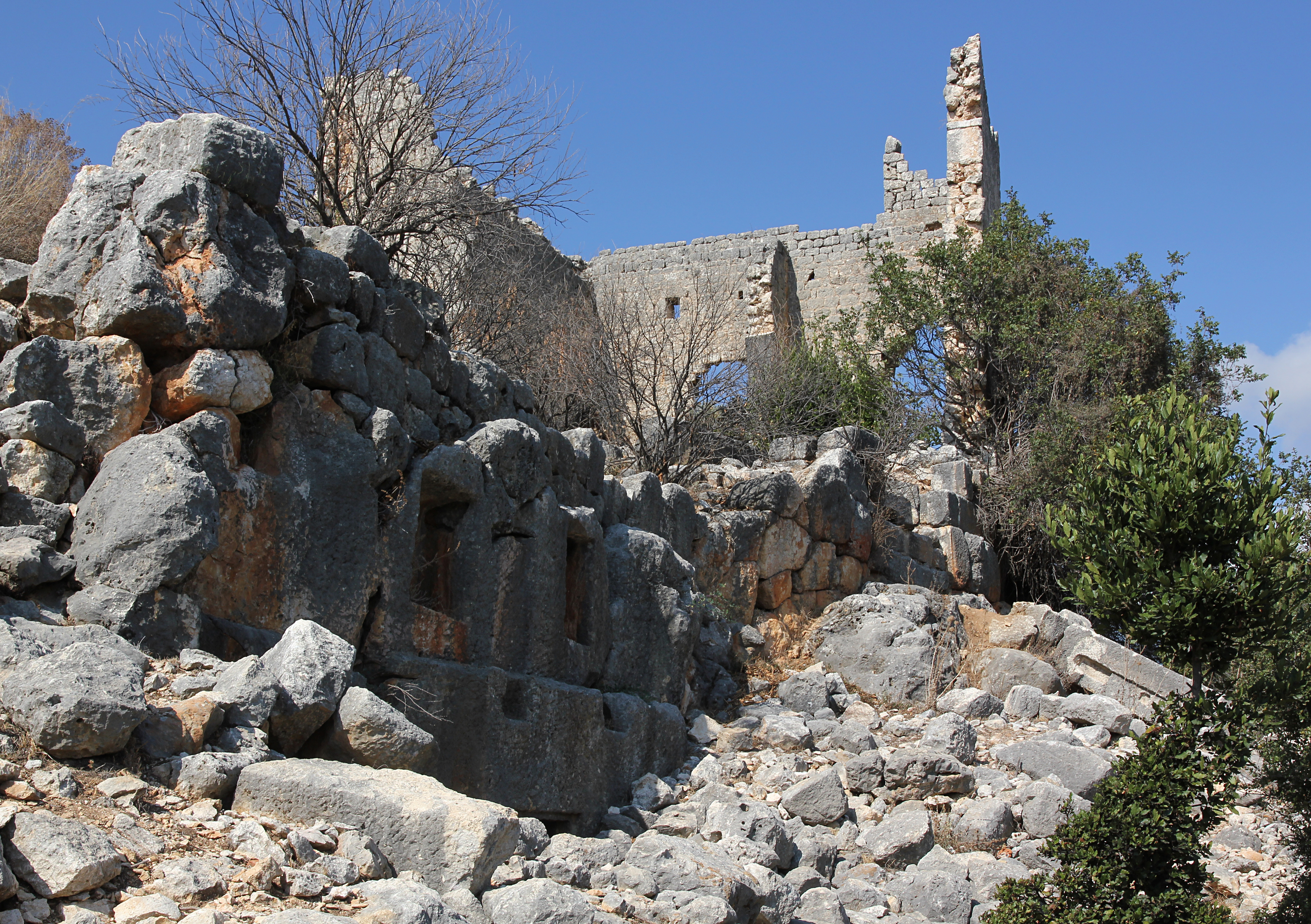
Frühbyzantinisches Haus von Südwesten, vorn Felsnischen
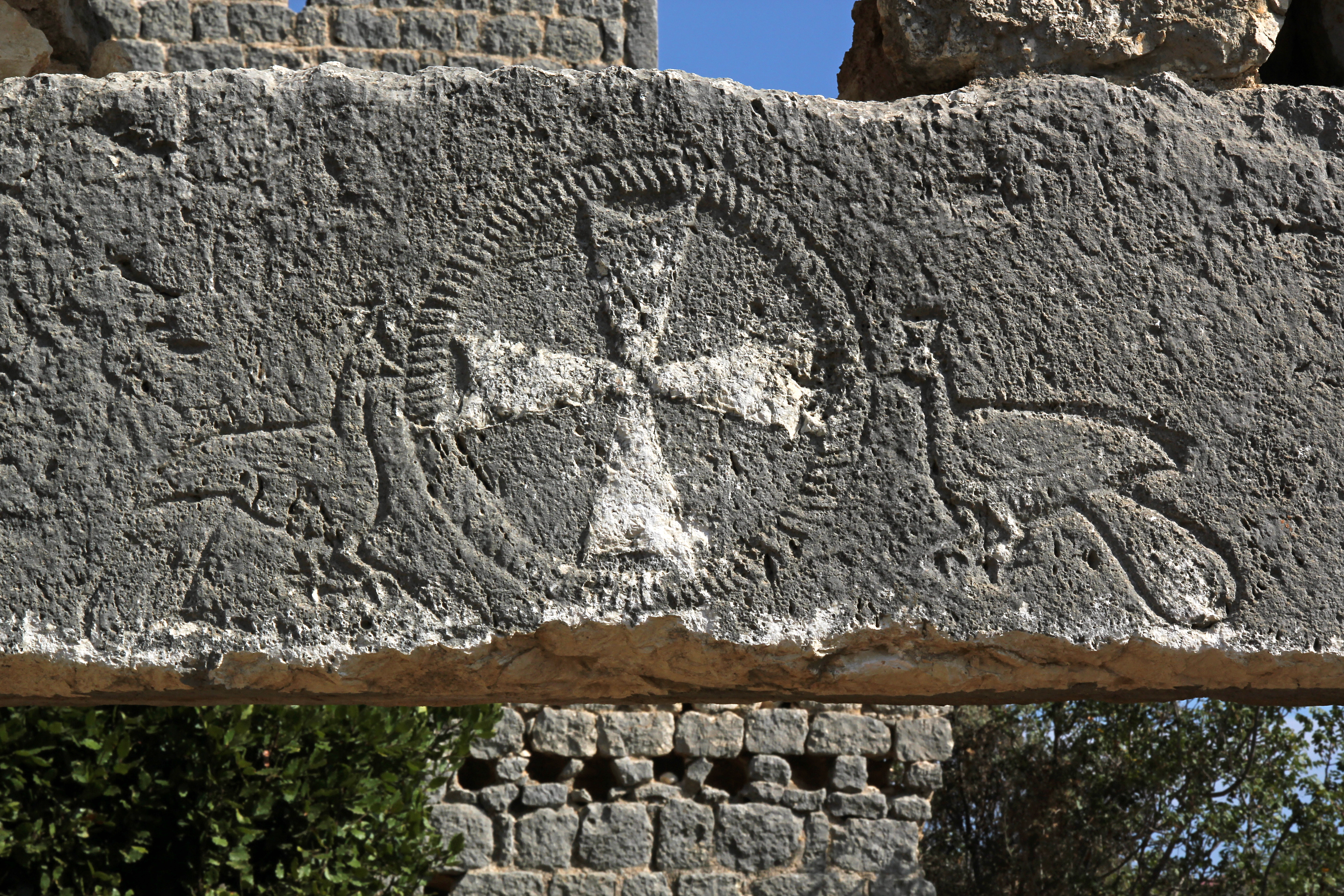
Türsturz mit Kreuz und Pfauen
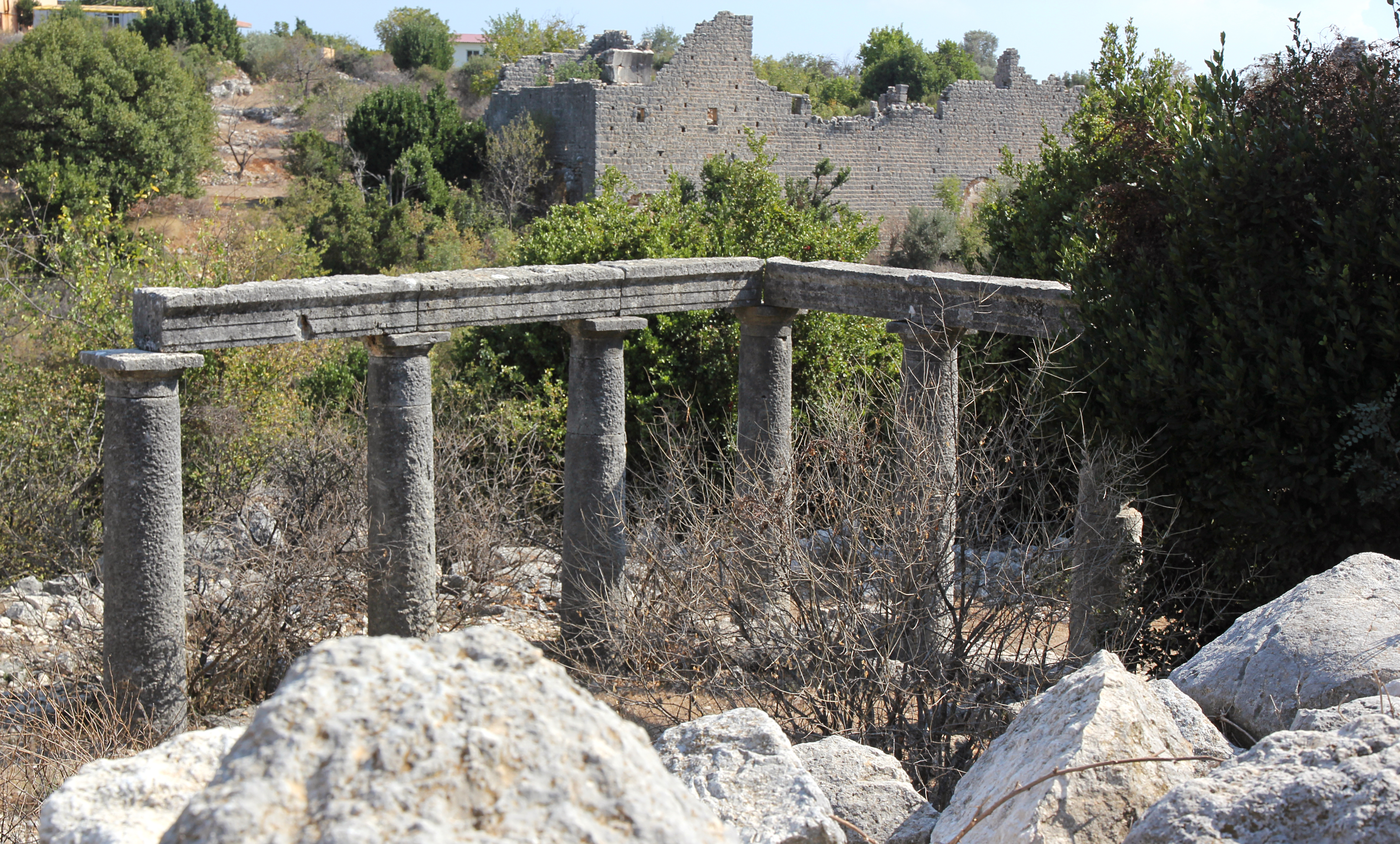
Peristyl von Norden

### Kirchen

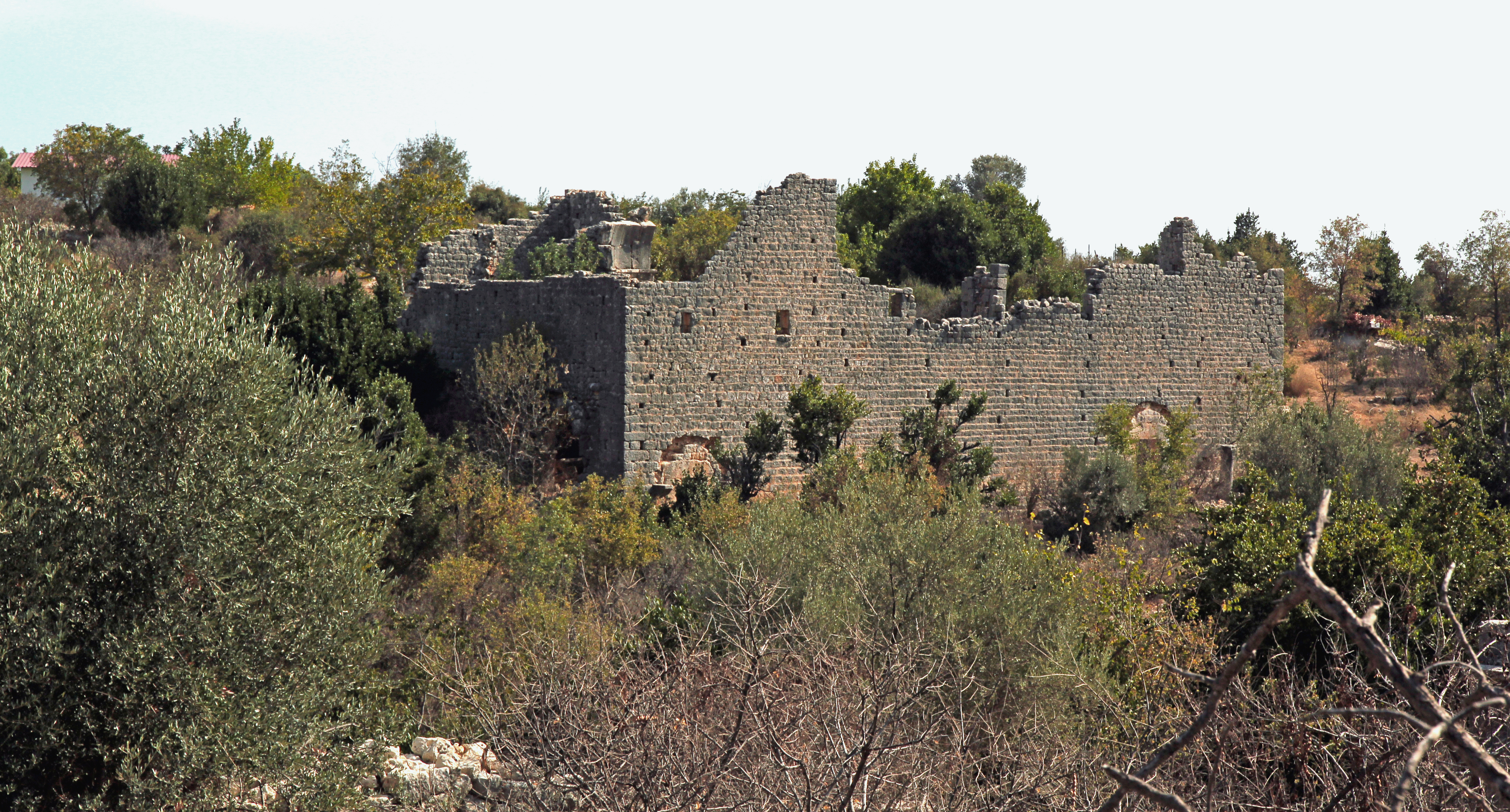
Kirche II von Norden

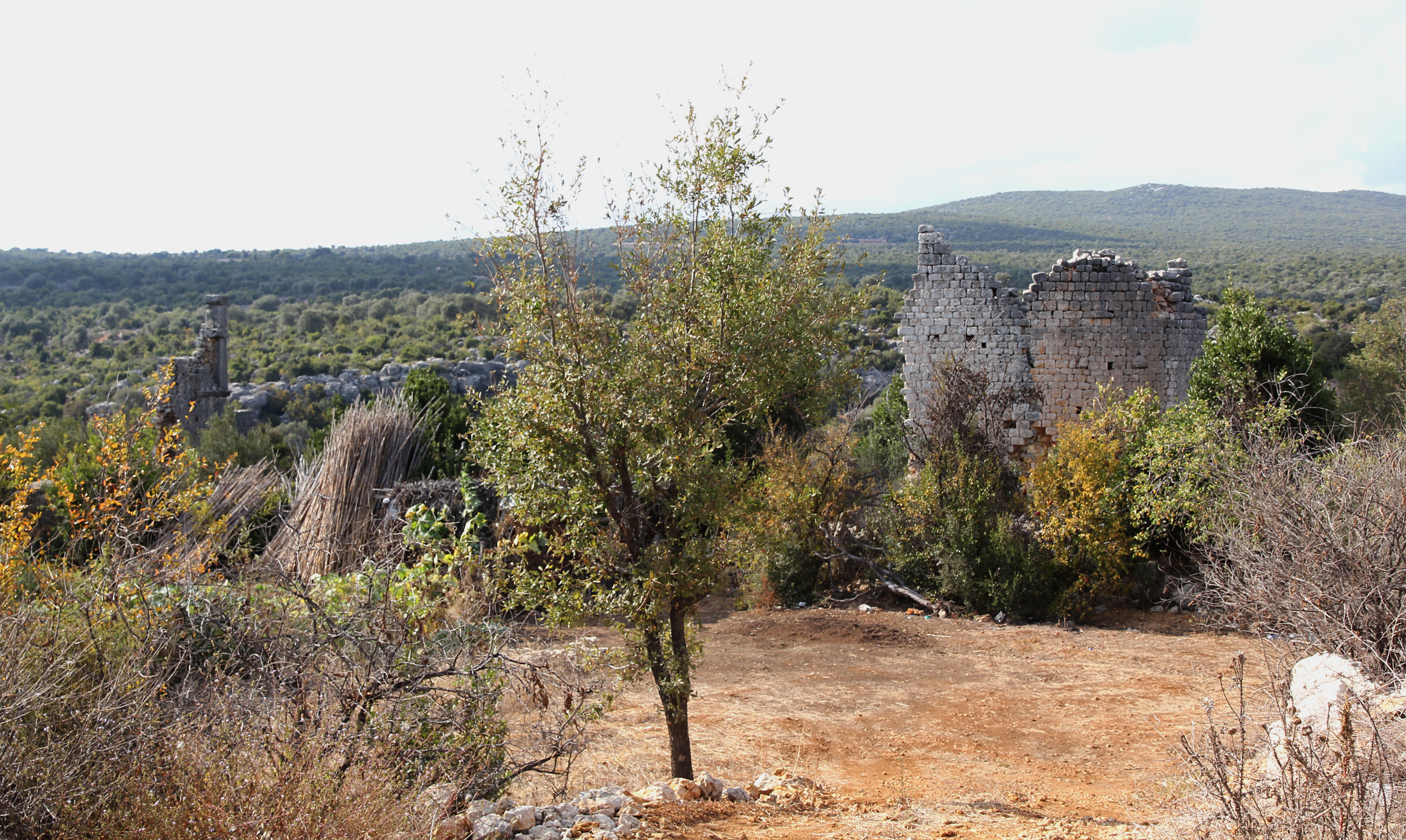
Kirche I von Süden

Auf dem südlich gegenüberliegenden Hang, unterhalb der modernen Straße und des Weilers gleichen Namens, liegen die Reste von drei Kirchenbauten, bei Semavi Eyice von Südwesten nach Nordosten als Kirche I bis Kirche III bezeichnet. Kirche I, die größte der drei, hatte vermutlich drei Schiffe, da es von dem in Teilen erhaltenen Narthex im Südwesten drei Eingänge in den Naos gibt. Der Narthex war zweigeschossig, was auf mögliche Emporen über den Seitenschiffen hinweist. Von den Innenräumen ist nichts erhalten, im Nordosten steht noch die Hauptapsis. Sie hat ein gut erhaltenes Zwillingsfenster, dessen Mittelsäule ein Kapitell mit Akanthusblättern schmückt. Beidseitig der Hauptapsis gab es Seitenräume, die ebenfalls mit Apsiden ausgestattet waren, sowie einen weiteren Raum hinter der Apsis.
Kirche II ist am vollständigsten erhalten. Auch hier handelt es sich um eine dreischiffige Basilika mit Narthex. Die Mauern sind aus Kleinquadern in Zwei-Schalen-Technik mit Mörtelhinterfüllung errichtet und 55–60 Zentimeter dick. Das Gebäude misst 14,3 × 29,3 Meter. Der Bau ist auf einem nach Nordwesten abschüssigen Plateau errichtet, von der Südostwand ist am wenigsten erhalten. Vom zweigeschossigen Narthex, der bis auf die Nordwestwand größtenteils zerstört ist, führten drei Eingänge in die drei Schiffe. Darüber ist eine dreibogige Öffnung vom Obergeschoss zum Mittelschiff zu erkennen. Der Naos hat Maße von 13 × 15 Metern. Die Seitenschiffe sind durch Säulenreihen mit Arkaden vom Mittelschiff getrennt. Die Breite der Seitenschiffe beträgt jeweils 3,0, die des Mittelschiffs 6,1 Meter. Die Säulen tragen Kapitelle mit acht großen, ungegliederten Blättern. Im Bereich des Mittelschiffs vor der Apsis ist in der ersten Säule eine Aussparung zu erkennen, die auf ein dort gelagertes Teil einer Templonanlage schließen lässt. Am Boden liegen zwei herabgefallene Quader, auf denen eine Inschrift einen ΓΕΩΡΓΙΟΣ ΠΑΥΛΟΣ (Georgios Paulos) als Stifter angibt. Ob er allerdings die Kirche oder möglicherweise nur einen Teil, wie beispielsweise das Templon, gestiftet hat, geht daraus nicht hervor. Neben den Eingängen vom Narthex gibt es zum Hauptraum nur eine Tür in der Nordwestwand, die zerstörte Südostwand lag zur Hangseite und hatte wohl nur Fenster. Die Apsis hatte eine umlaufende Sitzbank, die Apsisstirn ruhte auf Pilasterkapitellen. Die Beleuchtung des Naos erfolgte über drei Fenster in der Nordwestwand, eine unbekannte Zahl in der Südostwand und vermutlich, wie bei Kirchen dieser Bauform üblich, über einen Obergaden. Aus Balkenlöchern in den Wänden kann auf das Vorhandensein von Emporen über den Seitenschiffen geschlossen werden.
Bemerkenswert sind die ebenfalls zweigeschossigen, über die Apsis hinausragenden Nebenräume neben und hinter dieser. Zwei etwa rechtwinklige Räume liegen rechts und links der Apsis. Sie sind durch einen Gurtbogen in zwei Teilräume aufgeteilt. Nach Nordosten sind sie beide durch eine halbrunde Apsis abgeschlossen. Hinter der Hauptapsis sind beide über Türen mit einem weiteren rechtwinkligen Raum verbunden, der sich in einem Bogen nach außen öffnet. In dem südöstlichen Raum sind Reste eines Aufgangs zum Emporengeschoss zu erkennen. Über der Tür vom rechten zum mittleren Raum ist eine Türschwelle vorhanden, woraus sich auch hier die Existenz eines Obergeschosses ergibt. Der rechte Raum hatte nur zwei vergitterte Schlitzfenster im Erdgeschoss, im Obergeschoss ein Rechteckfenster. Der linke Seitenraum hatte im Erdgeschoss eine Tür und im Obergeschoss zwei rechteckige Fenster. Die türkische Byzantinistin Ayşe Aydın, die Ende der 1990er Jahre die Kirche erforschte, schlägt vor, dass es sich bei der Basilika um eine Wallfahrtskirche gehandelt haben könnte. Der rechte Nebenraum wäre der Aufbewahrungsort einer Reliquie gewesen, sodass die Pilger die Kirche durch den Haupteingang betreten konnten, dann in diesem Raum den zu verehrenden Gegenstand passieren konnten, um dann entweder durch den mittleren Raum und dessen Bogenausgang das Gebäude zu verlassen oder über den linken Nebenraum und das nordwestliche Seitenschiff zur dortigen Tür hinaus zu gelangen. Apsisnebenräume dieser Art sind nur von wenigen Beispielen in Kilikien, sonst nur aus Syrien bekannt. Als Vorbild kommt die Thekla-Kirche im Heiligtum Ayathekla (Meriamlik) bei Silifke in Frage, die im 5. und 6. Jahrhundert ein bekannter Wallfahrtsort war. Aufgrund von Bautechniken und Kapitellformen datiert Aydın die Kirche II in ebendiese Zeit.
Von der nordöstlich liegenden Kirche III ist bis auf einige Türgewände nichts erhalten. Semavi Eyice rekonstruiert sie in seiner Zeichnung ebenfalls als dreischiffige Basilika mit Narthex und vorspringenden Apsisseitenräumen. In ihrer Umgebung sind Reste einer Nekropole mit kaiserzeitlichen Sarkophagen und Chamosorien zu sehen.

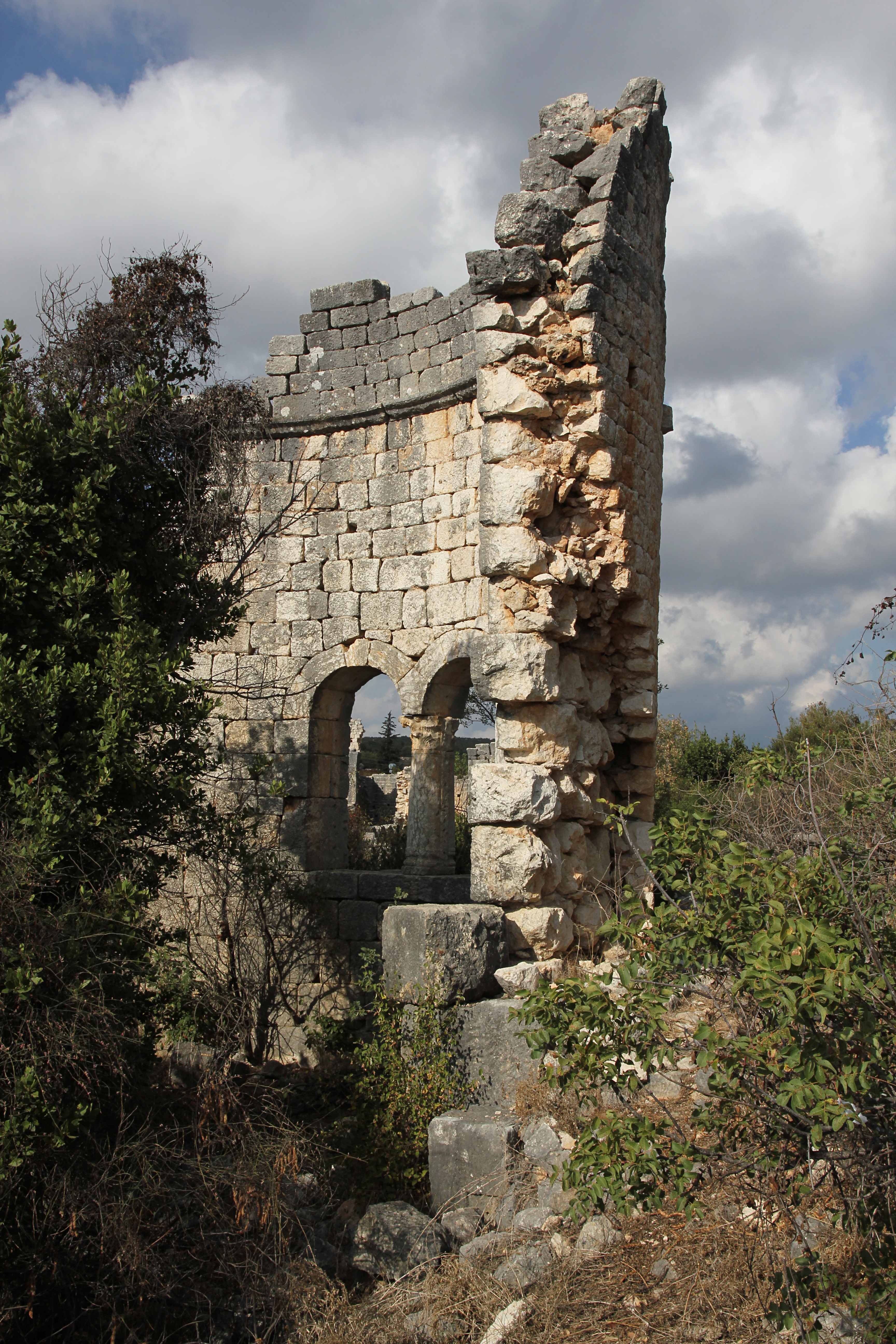
Apsis der Kirche I von Südwesten
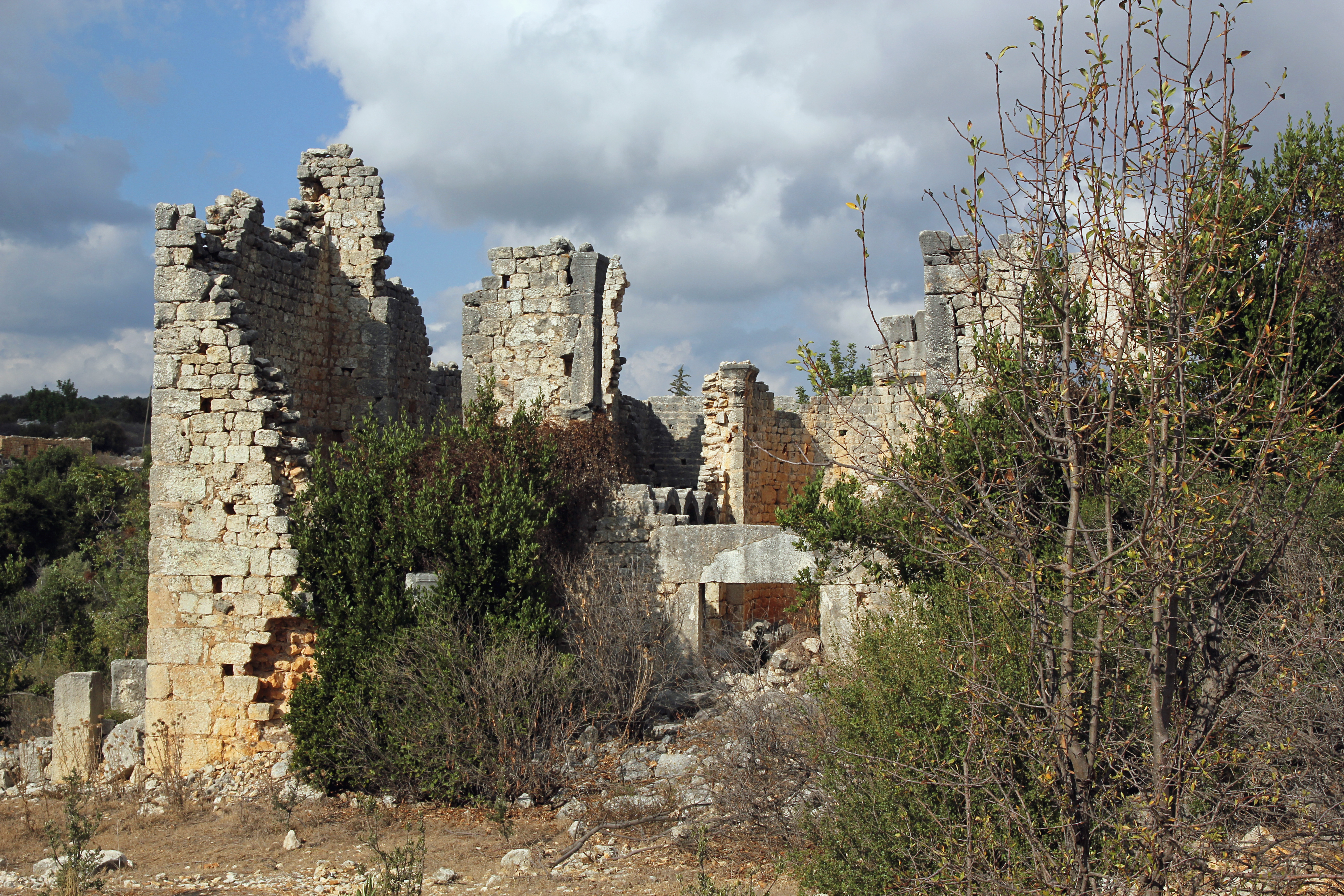
Kirche II von Südwesten
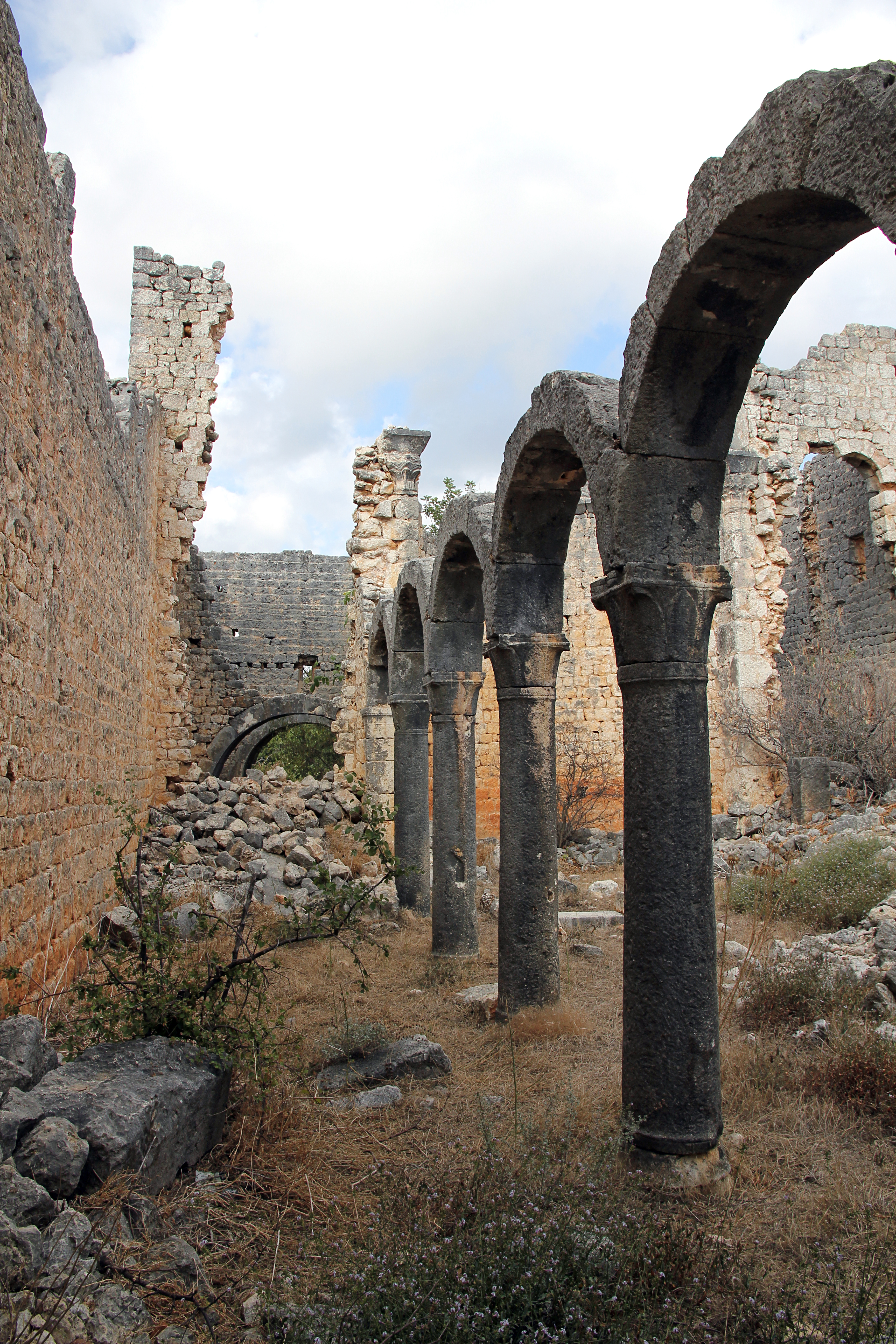
Kirche II nordwestliches Seitenschiff
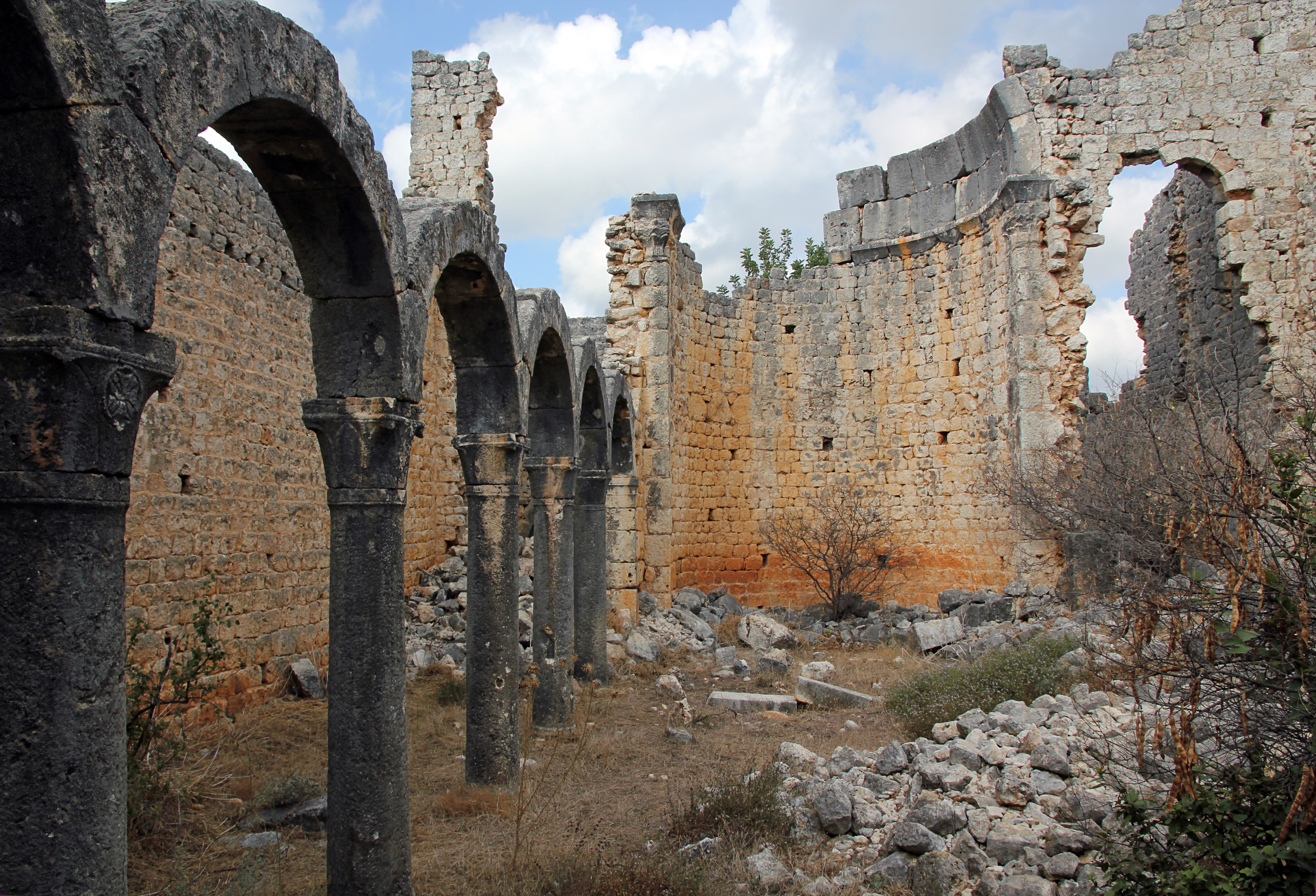
Kirche II Mittelschiff
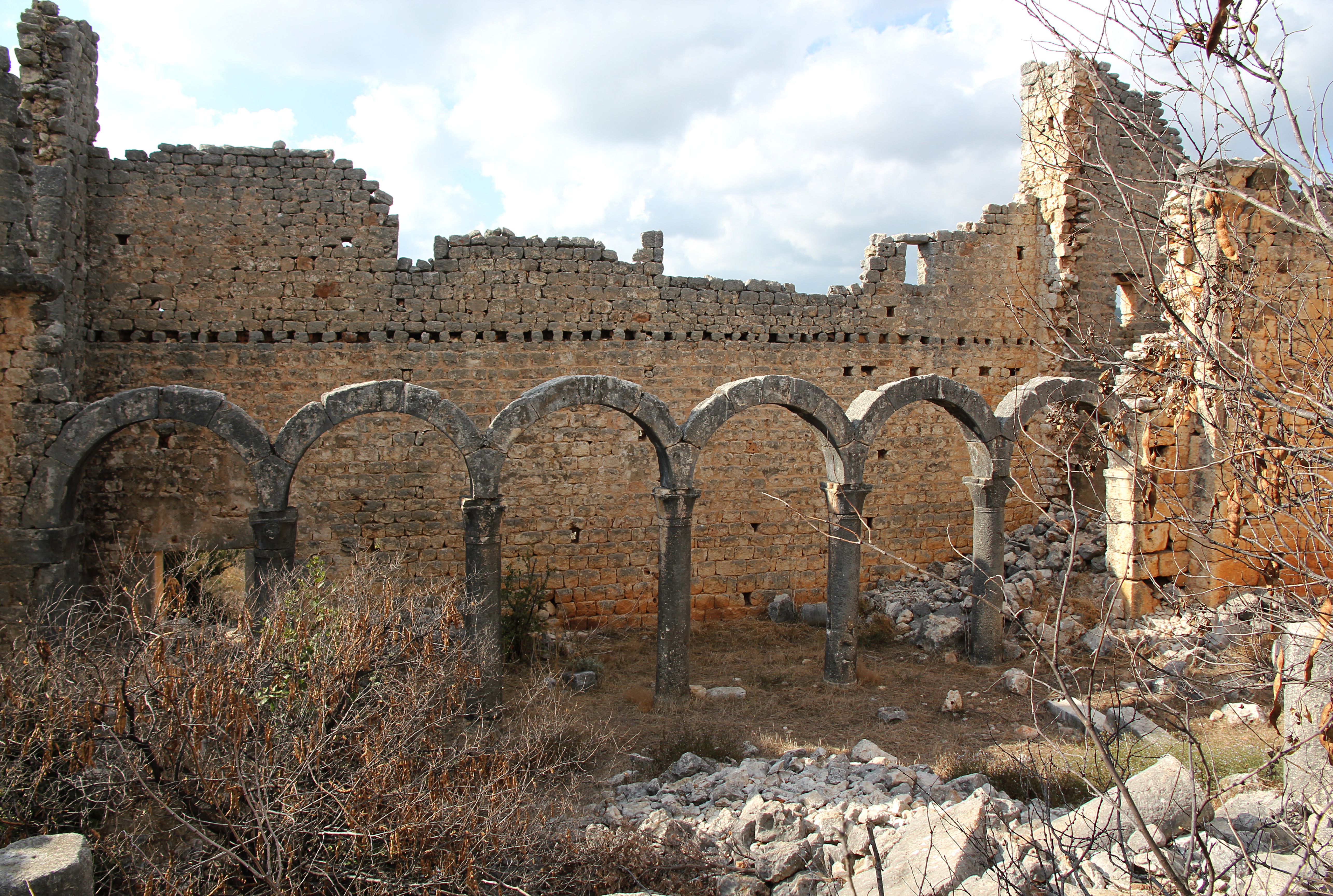
Innenraum Kirche II mit Arkaden von Südosten
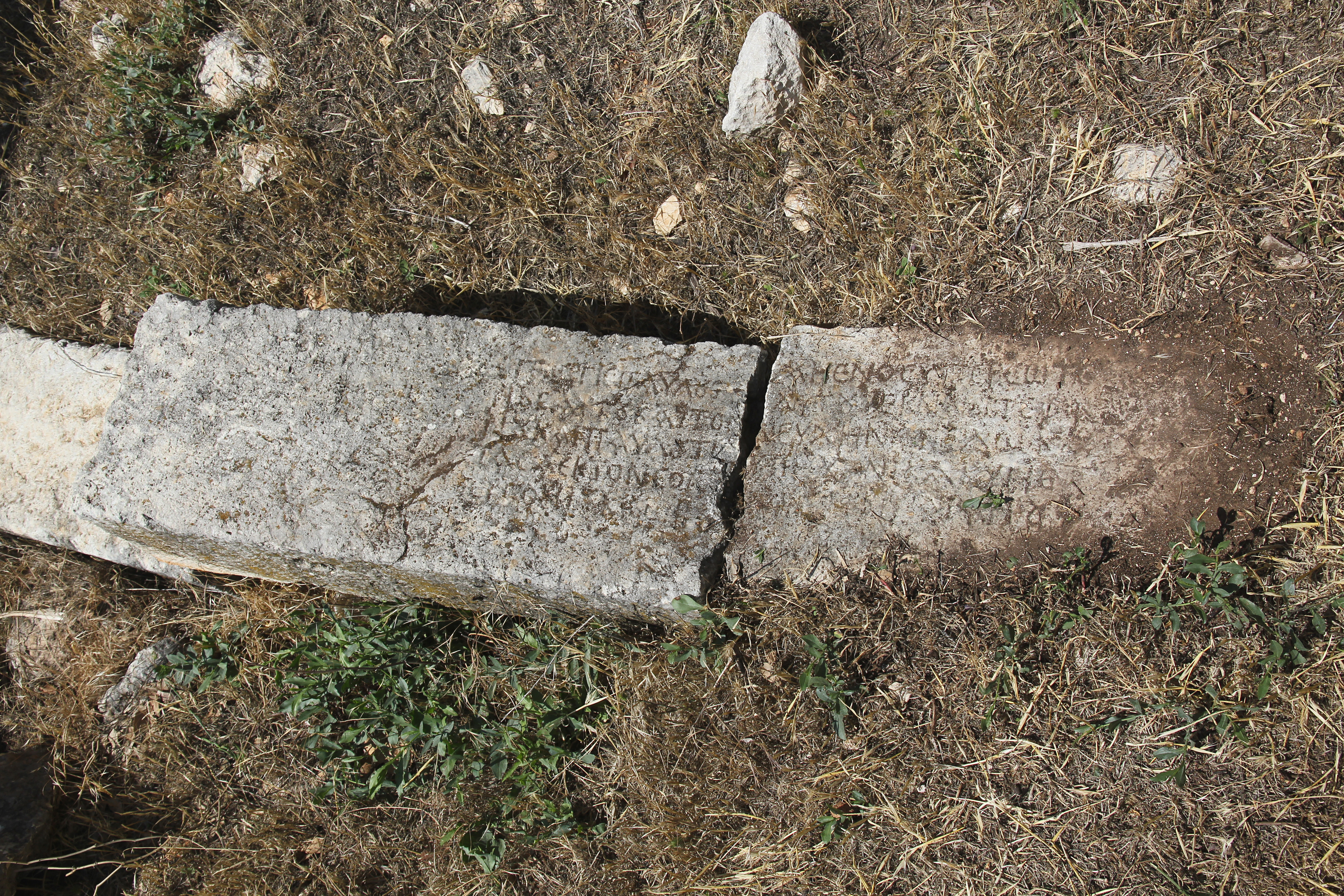
Stifterinschrift